# .ca
.ca – domena internetowa przypisana do Kanady. Jest administrowana przez kanadyjski urząd rejestracji w Internecie. 
Do 12 października 2010, każda prowincja lub terytorium również miało własną subdomenę:
- .ab.ca dla Alberty;
- .bc.ca dla Kolumbii Brytyjskiej;
- .mb.ca dla Manitoba;
- .nb.ca dla Nowego Brunszwiku;
- .nl.ca dla Nowej Fundlandii i Labradoru;
- .ns.ca dla Nowej Szkocji;
- .nt.ca dla Terytoriów Północno-Zachodnich;
- .nu.ca dla terytorium Nunavut;
- .on.ca dla Ontario;
- .pe.ca dla Wyspy Księcia Edwarda;
- .qc.ca dla Quebecu;
- .sk.ca dla Saskatchewan;
- .yk.ca dla terytorium Jukonu.

.ca powstał w 1987 roku z inicjatywy Johna Demco, wówczas studenta informatyki na University of British Columbia. Demco i grupa wolontariuszy zarządzały rejestrem, aż CIRA przejęła go w 2000 r. Pierwsza nazwa domeny .ca została zarejestrowana w styczniu 1988 r. Przez University of Prince's Island. Edward.